# Welser Höhenweg

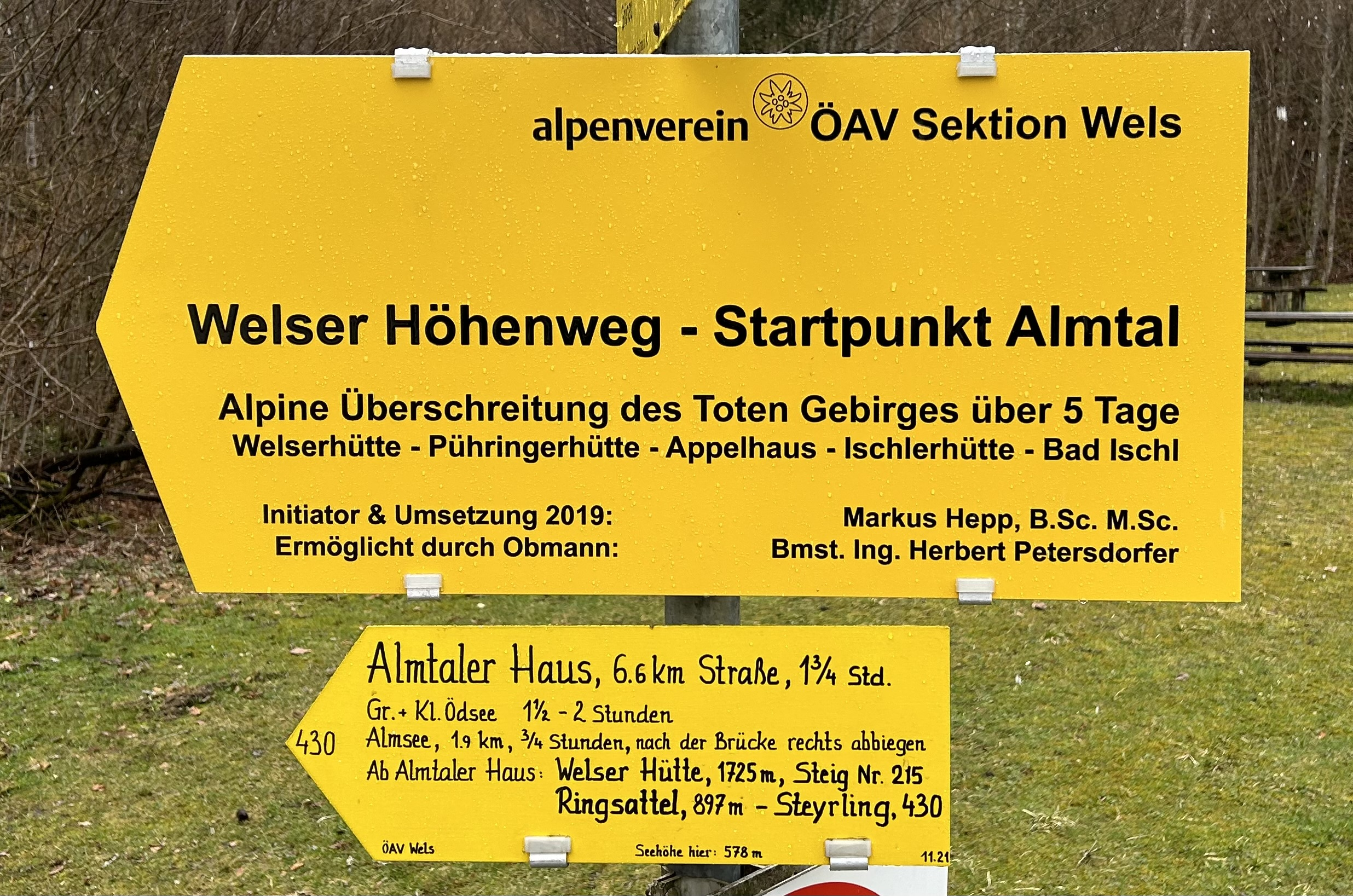
Wegweiser am Startpunkt Almtal

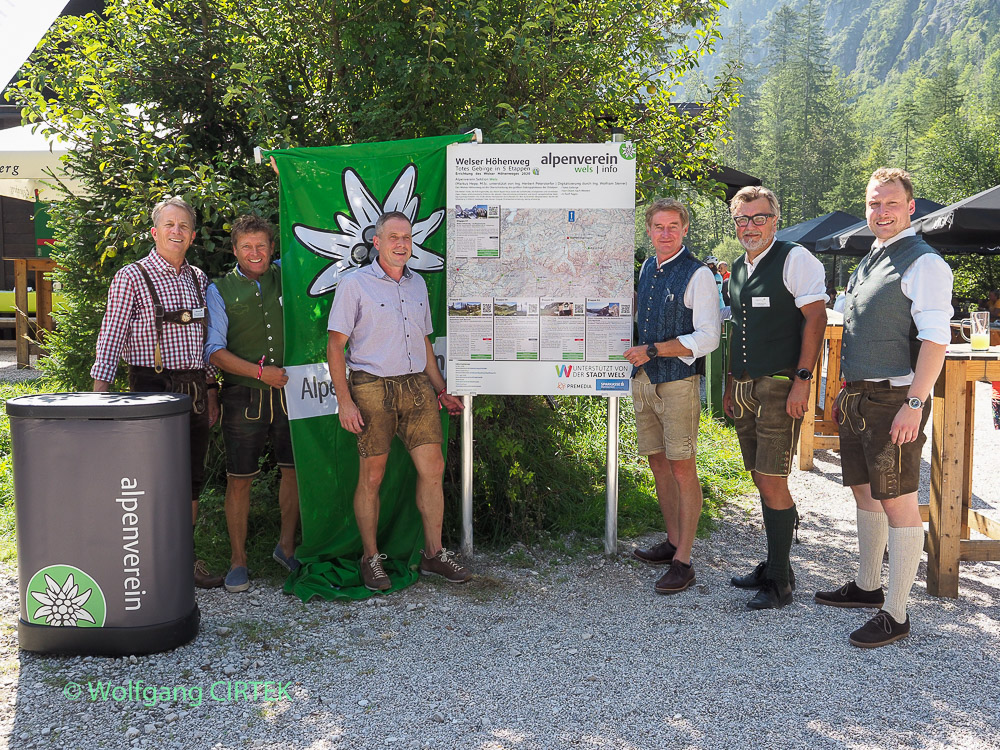
Eröffnung des Welser Höhenweges

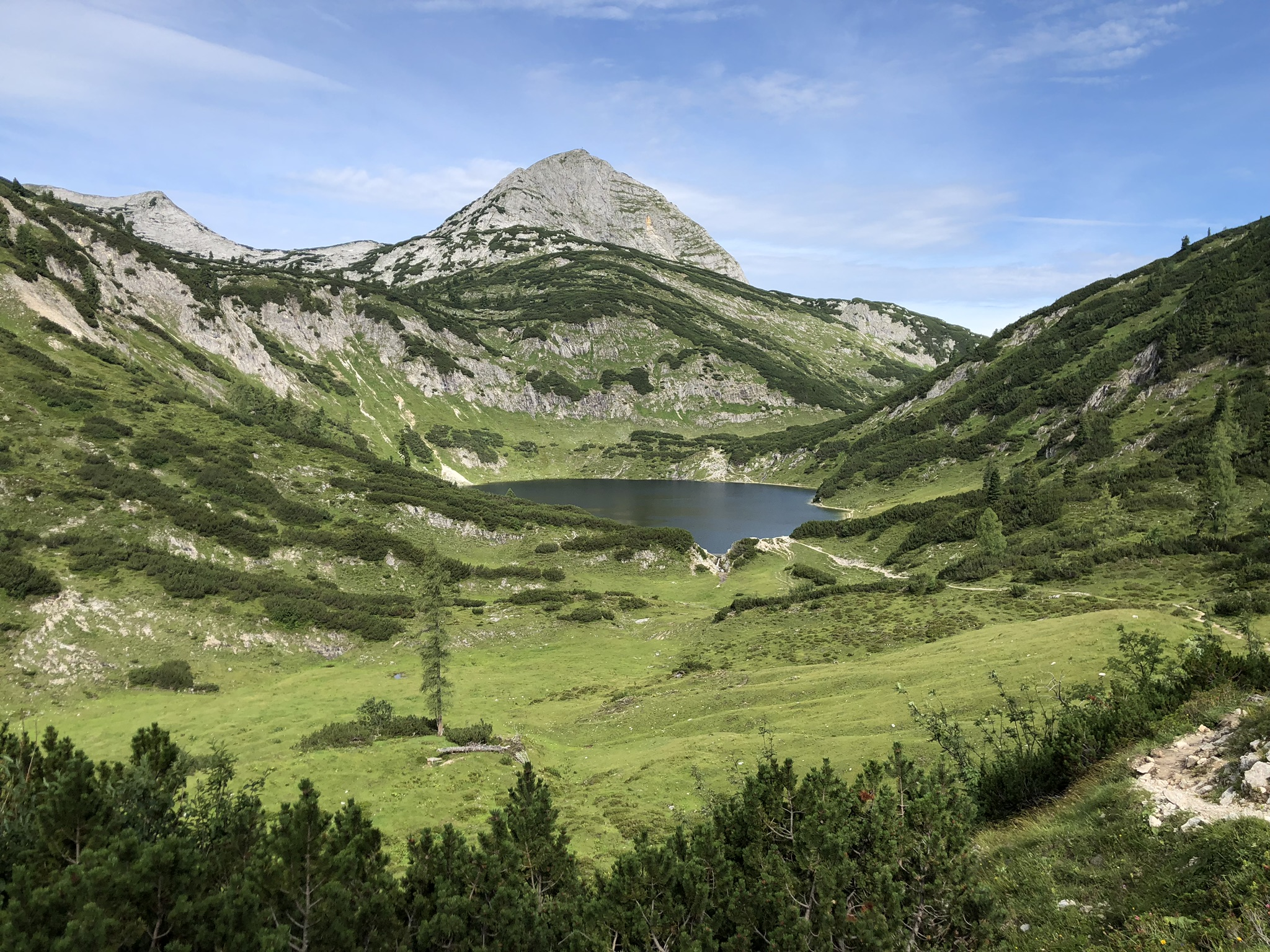
Wildensee und Rinnerkogel

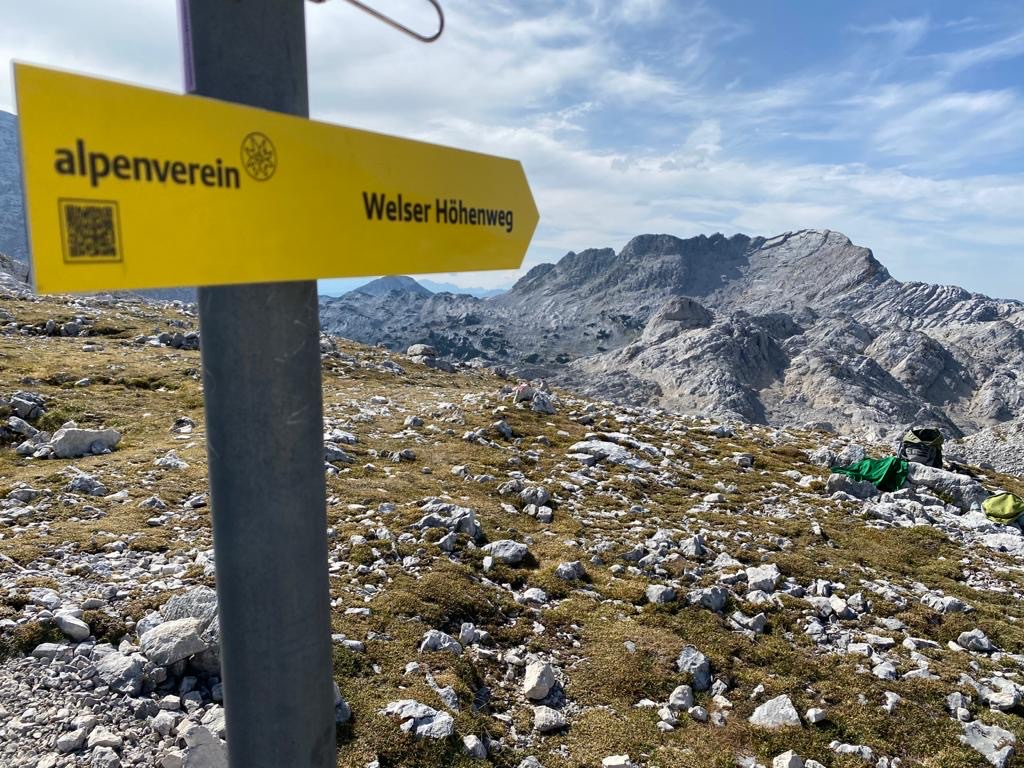
Wegtafel am Temlbergsattel

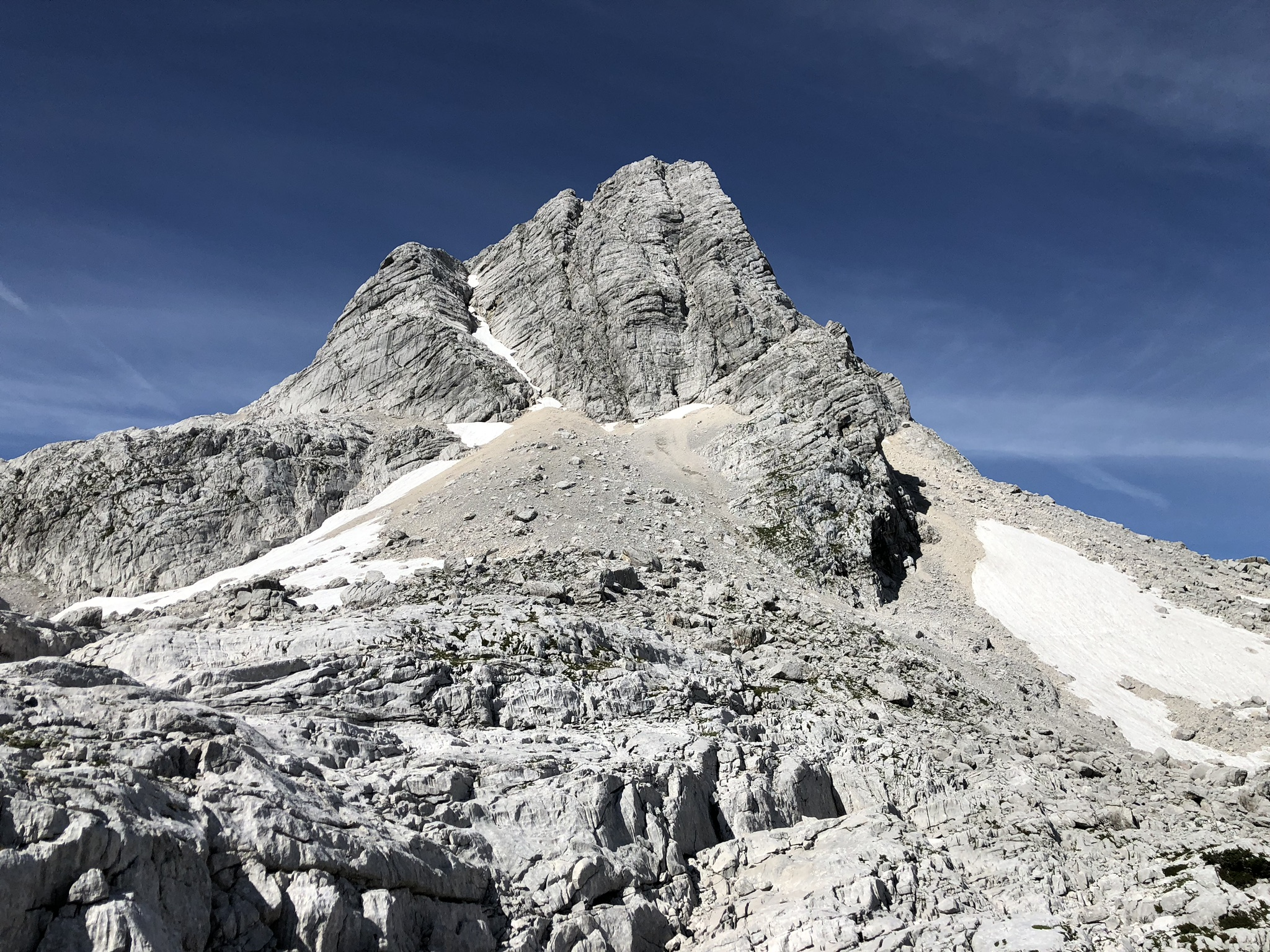
Temlberg

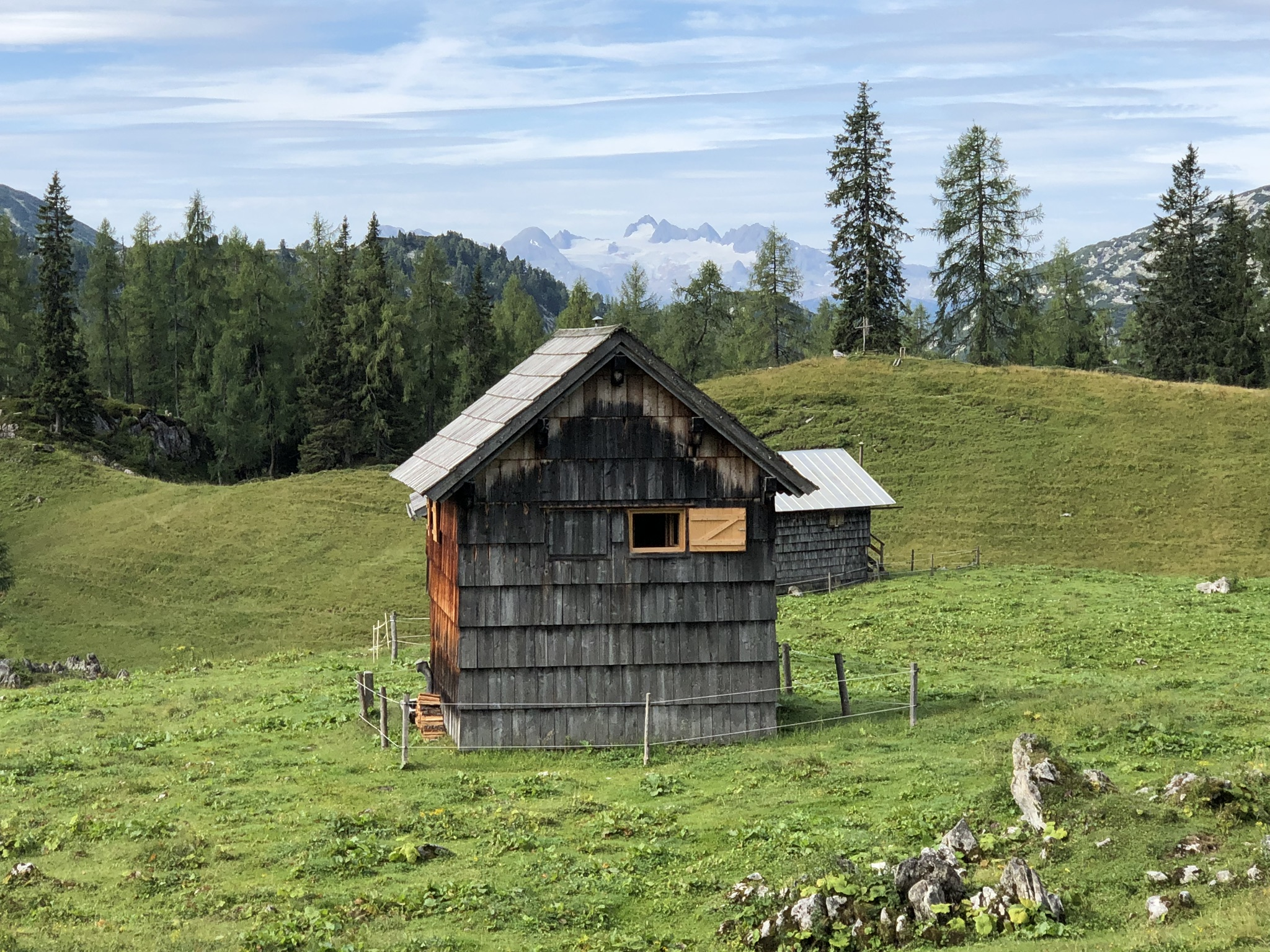
Almhütten beim Albert-Appel-Haus

Der Welser Höhenweg ist die Ost-West-Überschreitung des Toten Gebirges (ausgenommen der Warscheneckgruppe). In fünf Tagesetappen zieht sich der alpine Pfad in der Linzer Einstiegsvariante von Hinterstoder nach Bad Ischl, in der Welser Einstiegsvariante von Grünau im Almtal nach Bad Ischl. Dabei wird eine Distanz von 56 km (Linzer Variante) bzw. 62 km (Welser Variante) und etwa 3200 Höhenmetern zurückgelegt. Die Übernachtungen erfolgen bei der Linzer Variante auf dem Prielschutzhaus, der Pühringerhütte, dem Albert-Appel-Haus sowie der Ischler Hütte. Bei der Welser Variante ist der Start im Almtal beim Hotel Jagersimmerl und die erste Übernachtung auf der Welser Hütte, von der aus sich am zweiten Tag am Fleischbanksattel die Verläufe der beiden Einstiegsvarianten vereinigen. Die Namen der jeweiligen Varianten sind dabei auf jene beiden Städte bezogen, von denen aus sich die An- und Abreise des Höhenweges per öffentlicher Verkehrsmittel anbietet.

## Geschichte
Im Jahr 2019 wurden Anteile des bereits vorhandenen Wegenetzes am Plateau des Toten Gebirges zu der großen Ost-West-Gesamtüberschreitung dieses Gebirgsstockes zusammengefügt. Dies geschah durch Mitglieder des amtierenden Vorstands der Sektion Wels, Markus Hepp (Vizeobmann) mit Unterstützung durch den Obmann Herbert Peterstorfer.  Das Sektionsgebiet der Sektion Wels umfasst einen großen Anteil des Hauptplateuaus des Toten Gebirges. Einen Teil des Wegverlaufes bildet der Ausseer Weg, der die Nord-Süd-Überschreitung des Toten Gebirges ermöglicht.

## Etappen
Die Namen der jeweiligen Varianten sind dabei auf jene beiden Städte bezogen, von denen aus sich die An- und Abreise des Höhenweges per öffentlicher Verkehrsmittel anbietet.

Linzer Variante des Welser Höhenweges
Hinterstoder (591 m) - Prielschutzhaus (1420 m)
Nach der Anreise vom Bahnhof mittels Bus sind es je nach Gehtempo 2 – 3h zur ersten Unterkunft.
Prielschutzhaus (1420 m) - Pühringerhütte (1638 m)
Eine der beiden längsten Etappen führt in etwa 6h Gehzeit über den höchsten Anteil des Gebirgsplateaus am Priel vorbei zur Pühringerhütte. Dieser Wegabschnitt erfordert sehr gute Ausdauer, Trittsicherheit, gutes Wetter und gute Orientierungsfähigkeit.
Pühringerhütte (1638 m) - Albert-Appel-Haus (1663 m)
Diese Tagesetappe führt durch den grünen Anteil des Toten Gebirges in etwa 5h zum Albert-Appel-Haus. Verlief der Welser Höhenweg von Hinterstoder bis hierher entlang des Nordalpenwegs, trennen sich nun die Routen.
Albert-Appel-Haus (1663 m) - Ischler Hütte (1368 m)
Die längste Etappe. Sie führt am Wildensee und Rinnerkogel vorbei über den Gipfel des Schönberg (2093 m) zur Ischler Hütte, der letzten Unterkunft.
Ischler Hütte (1368 m) - Bad Ischl (468 m)
Abstieg zur Rettenbachalm und Marsch nach Bad Ischl (etwa 3–4 h)

Welser Variante des Welser Höhenweges
Gasthof Jagersimmerl im Almtal (528 m) - Welser Hütte (1726 m)
Nach der Anreise vom Bahnhof Grünau mittels Bus sind es je nach Gehtempo 4-6h zur Hütte. Am Weg liegt das Almtaler Haus
Welser Hütte (1726 m) - Pühringerhütte (1638 m)
Diese Etappe führt in etwa 4-5h Gehzeit über den höchsten Anteil des Gebirgsplateaus am Priel vorbei zur Pühringerhütte. Am Fleischbanksattel trifft die Zustiegsvariante auf den Hauptweg. Dieser Wegabschnitt erfordert sehr gute Ausdauer, Trittsicherheit, gutes Wetter und gute Orientierungsfähigkeit.
Pühringerhütte (1638 m) - Albert-Appel-Haus (1663 m)
Diese Tagesetappe führt durch den grünen Anteil des Toten Gebirges in etwa 5h zum Albert-Appel-Haus. Verlief der Welser Höhenweg von Hinterstoder bis hierher entlang des Nordalpenwegs, trennen sich nun die Routen.
Albert-Appel-Haus (1663 m) - Ischler Hütte (1368 m)
Die längste Etappe. Sie führt am Wildensee und Rinnerkogel vorbei über den Gipfel des Schönberg (2093 m) zur Ischler Hütte, der letzten Unterkunft.
Ischler Hütte (1368 m) - Bad Ischl (468 m)
Abstieg zur Rettenbachalm und Marsch nach Bad Ischl (etwa 3–4 h)

## Anforderungen
Eine Begehung des Höhenweges erfordert Trittsicherheit und Schwindelfreiheit in hochalpinem Gelände, Orientierungsvermögen besonders bei schlechter Sicht, sehr gute Kondition und eine angepasste Bergwanderausrüstung. Die angegebenen Gehzeiten sind Richtwerte für trockenes Wetter. Bei Glätte oder Nässe sowie Schneelage muss mit einem erheblich höheren Zeitaufwand gerechnet werden. Am späten Nachmittag können Schneefeldüberquerungen problematisch sein.
Die beste Zeit für den Welser Höhenweg ist von Anfang Juli bis Ende September. Die Hütten sind bei gutem Wetter von Anfang Juni bis Ende September geöffnet. Stark geneigte Schneefelder können jedoch bis in den Juli hinein gefährliche Hindernisse darstellen.